# 戈什夫 (多利納區)
49°2′5″N 23°53′16″E / 49.03472°N 23.88778°E
戈什夫（烏克蘭語：Гошів），是烏克蘭西部的村莊，隸屬伊萬諾-弗蘭科夫斯克州的卡盧什區。該村始建於1464年，面積69.3平方公里，2001年人口1,885，人口密度每平方公里27.2人。